# 白若杂纳
白若杂纳（藏語：བཻ་རོ་ཙ་ན་，威利转写：bai-ro-tsa-na，旧译毗卢遮那，梵文含义为“遍照光”）是三大译师（lo-tsaa-ba rgan gsum）之一，来自尼木县的巴果尔家族（ba-gor）。
白若杂纳是预试七人之一，受戒后被派到印度求经，很快就精通了梵文，使他的印度教师深感敬佩；他的尊号“白若杂纳”由此得来。赤松德赞对其颇为尊敬，召集群臣，试图推广佛教，受王后蔡邦·玛加东格及众多苯教大臣的反对。在蔡邦氏的压力下，赤松德赞被迫将其放逐到嘉绒地区（今马尔康县）。来到嘉绒之后，当地人对他过分的警惕，以为他是吐蕃贊普的间谍而把他投入青蛙坑，对他进行身心的摧残和折磨。但由于白若杂纳修行很深，青蛙分泌的毒无效，他安然无恙的修行念经。他不凡的能力，坚决的意志，虔诚的心灵使嘉绒王为他倾倒，于是命令从青蛙坑里放他出来。从此以后，佛教开始传入嘉绒，白若杂纳积极的宏扬佛法，招收教徒，建立寺院。最后，吐蕃王后改邪归正，赤松德赞便邀请了白若杂纳回桑耶寺进行佛经翻译。 
白若杂纳的修行洞（sgrub-phug）直到现在都是藏传佛教信徒的朝觐圣地。据说洞里留有他修行时的脚印和掌印。

## 相关资料
- 白若杂纳的人像 （页面存档备份，存于）（原始来源[1]）

1. ↑  .   [2017-07-13]. 原始内容存档于2007-03-03.